# Джахангир, Асма
Асма Джахангир (урду عاصمہ جہانگیر‎; 27 января 1952 — 11 февраля 2018) — пакистанская правозащитница, адвокат и общественный деятель, была одним из основателей и председателем Комиссии по правам человека Пакистана. Занимала руководящие позиции в «Движении юристов», была Специальным докладчиком Организации Объединённых Наций по свободе вероисповедания или убеждений, а также попечителем в Международной кризисной группе.

## Биография
Родилась 27 января 1952 года в Лахоре, училась в монастыре Иисуса и Марии, затем получила степень бакалавра в женском колледже «Kinnaird»; в 1978 году стала бакалавром права в колледже при Университете Пенджаба. В 1980 году поступила на работу в Высокий суд Лахора, а затем в Верховный суд в 1982 году. В 1980-х годах стала демократическим активистом и была заключена в тюрьму в 1983 году за участие в «Движении за восстановление демократии» против военного правления генерала Мухаммеда Зия-уль-Хака. В 1986 году переехала в Женеву, где стала заместителем председателя Международной организации защиты детей до 1988 года, когда вернулась в Пакистан.
В 1987 году стала соучредителем Комиссии по правам человека Пакистана и её генеральным секретарём. В 1993 году была повышена в должности и стала председателем Комиссии. В ноябре 2007 года была помещена под домашний арест после введения режима чрезвычайного положения в Пакистане. После того, как была одним из лидеров «Движения юристов» — стала первой женщиной Пакистана, занявшей должность президента Ассоциации адвокатов Верховного суда. Была сопредседателем Форума Южной Азии по правам человека и вице-президентом Международной федерации по правам человека. С августа 2004 по июль 2010 года Джахангир занимала должность Специального докладчика Организации Объединённых Наций по свободе вероисповедания или убеждений, в том числе в составе комиссии США по расследованию нарушений прав человека на Шри-Ланке и миссии по установлению фактов наличия израильских поселений на Западном берегу реки Иордан и в секторе Газа. В 2016 году была назначена Специальным докладчиком ООН по ситуации с правами человека в Иране, вплоть до смерти в феврале 2018 года.

## Награды
Является лауреатом нескольких наград, в том числе: премии «За правильный образ жизни» 2014 года (вместе с Эдвардом Сноуденом) за «защиту, отстаивание и поощрение прав человека в Пакистане в очень сложных ситуациях и с большим личным риском»; в 2010 году «Премией Свободы» и «Хилал-и-Имтиаз»; в 2005 году премией «Ситара-и-Имтиаз» и премией Рамона Магсайсая; в 1995 году премией имени Мартина Энналса и премия ЮНЕСКО / Бильбао за развитие культуры прав человека. Кроме того, награждена Орденом Почётного легиона, а в 2016 году юридический факультет Пенсильванского университета присвоил ей степень доктора наук. Написала и издала две книги: «The Hudood Ordinance: A Divine Sanction?» и «Children of a Lesser God».
23 марта 2018 года посмертно награждена президентом Пакистана Мамнуном Хусейном Орденом Совершенства за высшую степень служения государству и за дипломатические заслуги.